# PGC 35042
LEDA/PGC 35042 ist eine spiralförmige Zwerggalaxie vom Hubble-Typ SBm im Sternbild Löwe am Nordsternhimmel. Sie ist rund 54 Millionen Lichtjahre von der Milchstraße entfernt und hat einen Durchmesser von etwa 20.000 Lichtjahren. Wahrscheinlich ist die Galaxie gravitativ an NGC 3664 gebunden, aus diesem Grund wird dieses Objekt manchmal auch NGC 3664A genannt, ohne jedoch ein NGC-Objekt zu sein.
Im selben Himmelsareal befinden sich u. a. die Galaxien NGC 3641, NGC 3643, NGC 3644, NGC 3647.